# Ивутенко, Николай Иванович
Николай Иванович Ивутенко (19.05.1921 — 27.04.1945) — советский военнослужащий, участник Великой Отечественной войны, полный кавалер ордена Славы, командир орудия 44-го гвардейского стрелкового полка, гвардии старшина — на момент представления к награждению орденом Славы 1-й степени.

## Биография
Родился 19 мая 1921 года в деревне Утро Чаусского района Могилёвской области. Белорус. Член ВКП/КПСС с 1944 года. Был бригадиром в колхозе.
В Красной Армии с 1940 года. На фронте в Великую Отечественную войну с сентября 1941 года. Воевал на Юго-Западном, Сталинградском, Воронежском, 3-м и 1-м Украинских фронтах.
Командир 45-миллиметрового орудия 44-го гвардейского стрелкового полка 15-й гвардейской стрелковой дивизии 37-й армии 3-го Украинского фронта гвардии старший сержант Ивутенко 30 января 1944 года у села Водяное выкатил орудие на прямую наводку и уничтожил пушку, три пулемёта и около двадцати солдат и офицеров противника.
Приказом командира 15-й гвардейской стрелковой дивизии № 015 от 13 февраля 1944 года гвардии старший сержант Ивутенко Николай Иванович награждён орденом Славы 3-й степени.
Командир орудия того же полка и дивизии гвардии старшина Ивутенко 12 января 1945 года, участвуя в разведке боем в районе населённого пункта Щеглин, прямой наводкой подавил пять пулемётных точек противника.
26 января 1945 года в бою близ населённого пункта Хальбендорф, ведя огонь прямой наводкой, подавил три станковых пулемёта и истребил около двадцати солдат противника и тем самым помог стрелковому подразделению вырваться из окружения.
27 апреля 1945 года приказом № 034 по 5-й гвардейской армии за мужество и отвагу, проявленные в боях, гвардии старшина Ивутенко Николай Иванович награждён орденом Славы 2-й степени.
15 апреля 1945 года при прорыве вражеской обороны в районе города Мускау Ивутенко прицельным огнём уничтожил противотанковую пушку, четыре станковых пулемёта и вывел из строя свыше тридцати солдат и офицеров противника. Успешно отражая контратаки противника в районе деревни Мюльрозе, огнём из орудия поразил три пулемёта и до пятнадцати противников.
Указом Президиума Верховного Совета СССР от 15 мая 1946 года за мужество, отвагу и героизм, гвардии ефрейтор Ивутенко Николай Иванович награждён орденом Славы 1-й степени.
Погиб в бою 27 апреля 1945 года. Похоронен под Берлином.

## Награды
Награждён тремя орденами Славы, медалью «За оборону Сталинграда».

## Память
Именем Ивутенко названа улица в городе Чаусы.